# Tylko pod krzyżem, tylko pod tym znakiem…
„Tylko pod krzyżem, tylko pod tym znakiem / Polska jest Polską, a Polak Polakiem” – dwuwiersz pochodzący z utworu Karola Balińskiego Śpiewakowi Mohorta bratnie słowo z 1856 r., o treści patriotyczno-religijnej, funkcjonujący w polskim dyskursie religijnym i politycznym od 2. połowy XIX wieku do czasów współczesnych. Dwuwiersz ten wyraża pogląd o nierozerwalnym związku pomiędzy tożsamością polską i katolicyzmem (stereotyp Polaka-katolika). Używany bywa zarówno w wypowiedziach o charakterze religijnym, jak i deklaracjach natury politycznej. W oryginalnym utworze dwuwiersz ten brzmi następująco:
Bo tylko pod tym przenajświętszym znakiem

Polska jest Polską i Polak Polakiem.

## Historia
Dwuwiersz ten jest często błędnie przypisywany Adamowi Mickiewiczowi (np. „Księgom narodu polskiego i pielgrzymstwa polskiego”). Rym Polakiem / znakiem występuje jednak w utworach tego poety tylko raz, w Ustępie III części „Dziadów”, gdzie w wersach 205 i 206 występuje fraza: Chrześcijaninem jestem i Polakiem / Witam cię Krzyża i Pogoni znakiem (wersja pierwotna, w rękopisie Mickiewicza: Chrześcijaninem jestem i Polakiem / Witam cię Orła i Booza znakiem – drugi wers to powitanie masońskie, odnoszące się do loży Orła Białego i stopnia masońskiego, jakim jest Booz, tj. czeladnik; słowa te w dziele Mickiewicza wypowiada do Konrada drugi człowiek, nieznajomy z Petersburga, za którym kryje się Józef Oleszkiewicz, ur. w 1777 r. na Żmudzi malarz i członek związków masońskich, który w 1810 r. osiadł w Petersburgu). Jednym z wcześniejszych źródeł, w którym dwuwiersz „Tylko pod krzyżem...” pojawia się w druku, jest „Przegląd Lwowski” z roku 1876, w którym pojawia się on jako dopisek jednego z ofiarodawców. W roku 1879 cytował go – jako utwór anonimowego autora – Edward Podolski, autor broszury pt. „Pius IX, Obrońca Polski”.

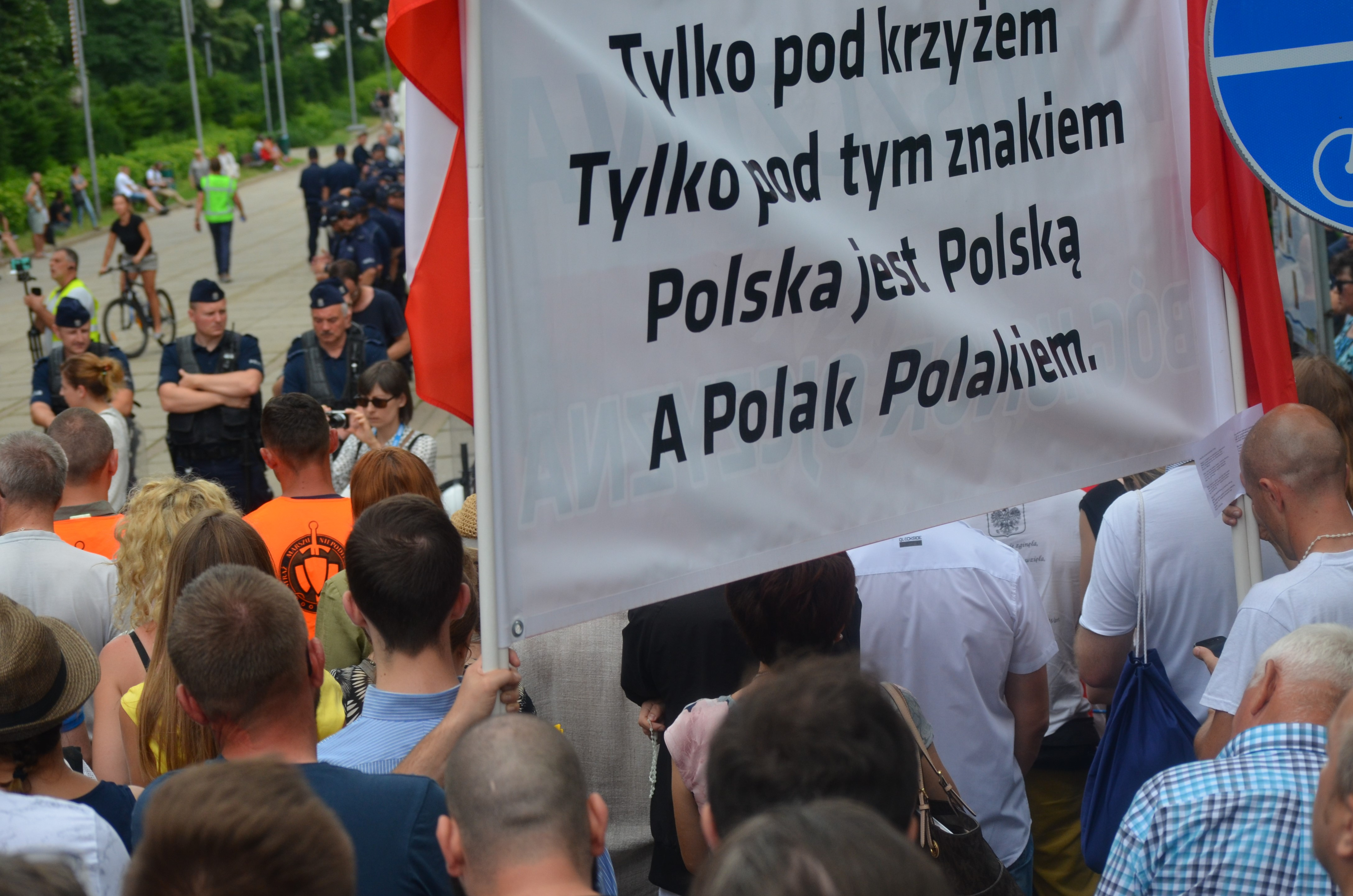
Męska obrona Jasnej Góry, działacze organizacji katolickich i nacjonalistycznych podczas blokady ustawionej przeciwko Marszowi Równości na ulicy Sienkiewicza w Częstochowie (2019)

W czasach współczesnych rym ten funkcjonuje na pograniczu religii i polityki, będąc formą deklaracji ideowej. W czasach stanu wojennego (1981–1983) używany był do wyrażania oporu przeciwko władzy komunistycznej – w tym okresie używany był np. jako część dekoracji wielkanocnych grobów Chrystusa. W jednym z kościołów w Skierniewicach ustawiono w tym czasie grób, na którym znajdowała się „kotwica” Polski Walczącej, a obok niej omawiany dwuwiersz.
Obecnie tekst ten również bywa używany w retoryce politycznej. W 1990, w czasie sejmowej debaty na temat przywrócenia orłu – godłu Polski korony, poseł Marek Jurek postulował umieszczenie w zwieńczeniu tej korony krzyża, argumentując taką zmianę omawianym dwuwierszem. Rym ten pojawiał się w argumentacji towarzyszącej sporowi o krzyże stojące na tzw. żwirowisku na terenie byłego hitlerowskiego obozu Auschwitz-Birkenau (spór trwał w latach 1998–1999). Dwuwiersz cytowano również w kontekście mającego miejsce w roku 2010 sporu o krzyż pod Pałacem Prezydenckim w Warszawie, ustawionym tam po katastrofie lotniczej w Smoleńsku. W tym kontekście cytował go w roku 2011 poseł i przewodniczący NSZZ „Solidarność” Janusz Śniadek.